# Kino am Raschplatz

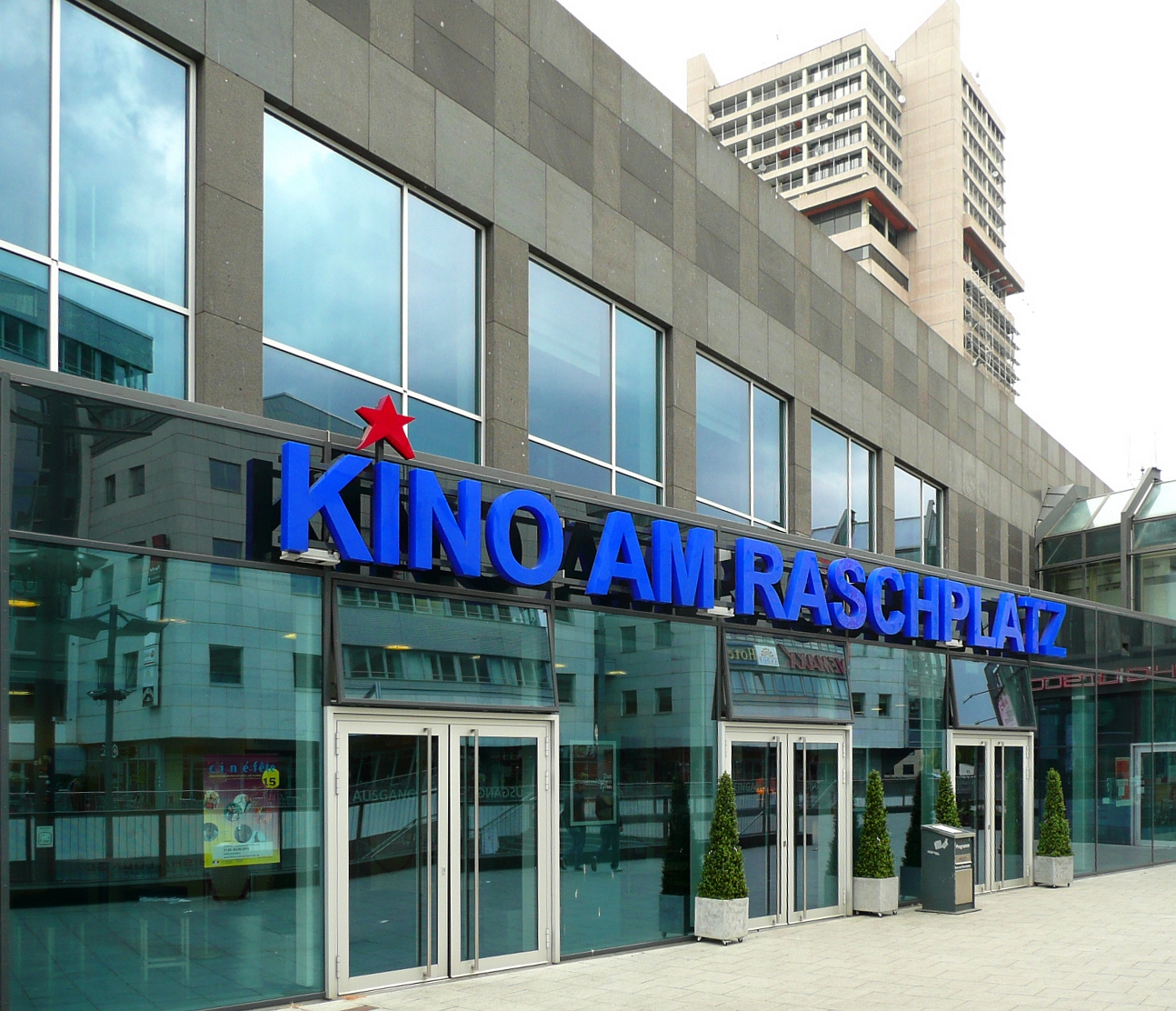
Eingang des Kino am Raschplatz, im Hintergrund das Hochhaus Lister Tor

Das Kino am Raschplatz ist ein Programmkino in Hannover-Mitte. Es befindet sich am Raschplatz direkt am Hauptbahnhof Hannover.
Betreiber des Kinos ist die Vereinigte Filmtheater Betriebe GmbH, eine Gesellschaft unter Führung des CinemaxX-Gründers Hans-Joachim Flebbe. Zusammen mit den Kinos Apollo und Hochhaus-Lichtspiele gehört es dem Kinonetzwerk Europa Cinemas an.

## Geschichte
Das Kino feierte am 16. September 1977 mit den Filmen Stroszek von Werner Herzog, Alice lebt hier nicht mehr von Martin Scorsese und dem Zweiteiler 1900 von Bernardo Bertolucci Eröffnung. Hans-Joachim Flebbe, der einige Jahre zuvor bereits das Apollo-Kino vor dem Aus gerettet hatte, war auch im Kino am Raschplatz für die Erstellung des Programms verantwortlich, welches schnell einen guten Ruf erlangte.
Ursprünglich hatte das Kino drei Säle. Hollywood und Fairbanks wurden vom Programmkino genutzt, der spätere Saal Colosseum wurde zu Beginn noch vom Kommunalen Kino der Stadt Hannover verwendet. Aufgrund der guten Resonanz wurde das Kino am Raschplatz am 2. November 1979 um diesen Saal erweitert. Eingeweiht wurde er mit dem Film Messidor von Alain Tanner. Im Sommer 1982 übernahm das Team des Raschplatz-Kinos das HOCHHAUS-studio für filmkunst von den Billerbeck-Betrieben. Die zugehörigen Hochhaus-Lichtspiele im Anzeiger-Hochhaus wurden renoviert und im September 1982 eröffnet.
Aufgrund von Renovierungs- und Umbauarbeiten musste das Kino am Raschplatz am 18. Juli 2007 vorübergehend schließen. Am 18. Februar 2010 fand die Wiedereröffnung statt. Auch das Foyer mit Loungebereich wurde großzügig erweitert und modernisiert. Es gibt seitdem vier Säle mit insgesamt 440 Plätzen. Diese werden mit den Namen Graffiti (160 Plätze), Hollywood (130 Plätze), Fairbanks (96 Plätze) und Colosseum (54 Plätze) bezeichnet.
Das Kino wurde 2012, 2013 und 2014 durch den Kulturstaatsminister mit dem bundesweiten Kinoprogrammpreis prämiert; zudem ebenfalls 2013 und 2014 für die Dokumentarfilmreihe und 2014 zusätzlich für das Kinderfilmprogramm des Vorjahres ausgezeichnet. Seit 2011 wurde dem Kino jährlich der Jahresfilmprogrammpreis des Landes Niedersachsen verliehen.

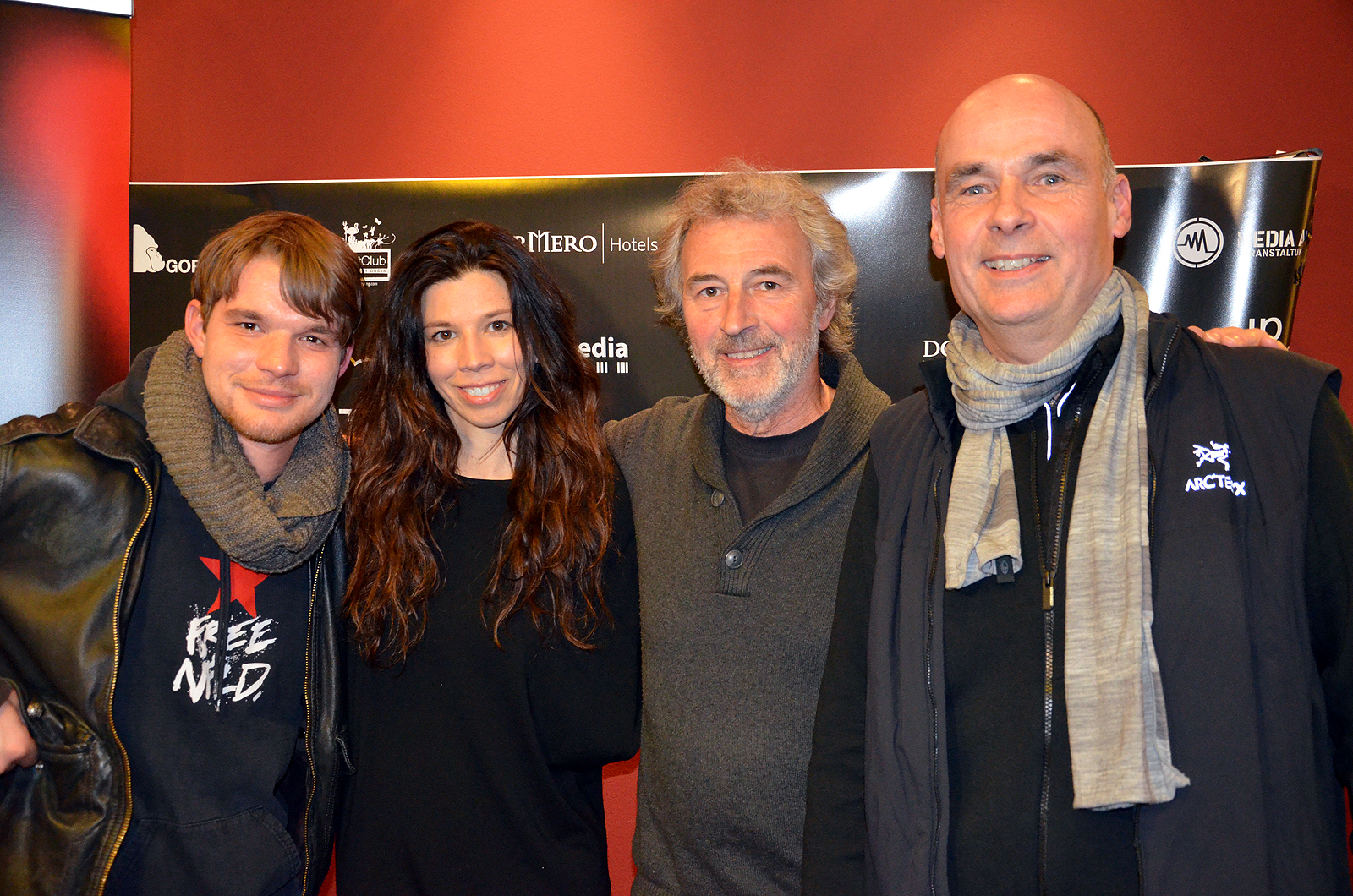
Jury des UND BITTE-Filmpreises 2013 im Foyer des Raschplatz-Kinos

Seit 2012 wird im Kino am Raschplatz der Filmpreis UND BITTE... verliehen.
Im Laufe der Zeit besuchten zahlreiche auch international erfolgreiche Schauspieler und Regisseure das Kino zu Premieren und anderen Veranstaltungen, darunter Peter Fonda, Bernhard Wicki, Doris Dörrie, Franka Potente, Dani Levy, Lars Eidinger, Jürgen Vogel, Tom Schilling, Katja Riemann und viele andere.